# Digimon Tamers: Battle Spirit Ver. 1.5
Digimon Tamers: Battle Spirit Ver. 1.5 (デジモンテイマーズ バトルスピリット Ver.1.5, Dejimon Teimaazu Batoru Supiritto Ver. 1.5) est un jeu vidéo de combat développé et distribué par Bandai exclusivement commercialisé au Japon sur console WonderSwan Color. Il s'agit d'une expansion du jeu Digimon Tamers: Battle Spirit (commercialisé aux États-Unis et en Europe sous le titre de Digimon Battle Spirit) et contient de nouveaux modes et personnages. Contrairement à son prédécesseur, Digimon Battle Spirit 2, ce jeu n'est pas adapté sur Game Boy Advance.

## Système de jeu
Digimon Tamers: Battle Spirit Ver. 1.5 est une version plus vaste de Digimon Battle Spirit. Le jeu contient les mêmes arènes et personnages ainsi qu'un nouveau scénario et de multiples autres bonus. Le jeu possède un thème d'ouverture similaire au jeu original et contient quelques nouveaux personnages. En jouant en mode normal ou difficile, le joueur obtient une chance de se battre face à ZeedMillenniummon, le second « boss final » du jeu.
Tous les personnages originaux, incluant les digimon débloquables, du jeu Digimon Tamers: Battle Spirit sont accessibles au commencement du jeu, à l'exception d'Impmon. De plus, Patamon et Gatomon ont été ajoutés, avec Seraphimon et Ophanimon, leurs digivolutions respectives. Il existe deux digimon à débloquer ; un Extra Guilmon (peut être obtenu grâce au niveau ultime en mode solo) qui, comme l'Extra Agumon, peut se digivolver en Omnimon depuis sa forme Gallantmon mode Crimson, et Impmon (peut être obtenu grâce au niveau champion* en mode solo), depuis sa forme Beelzemon mode Blast.

## Accueil
Les critiques d'IGN, Lucas M. Thomas et Craig Harris auraient voulu voir apparaitre le jeu dans le service DSiWare de la Nintendo DSi. Ils expliquent qu'« il serait intéressant de voir débarquer ce jeu sous notre plateforme DSi par le biais de téléchargement ».